# Siège de Larache
Pour les articles homonymes, voir Bataille de Larache.
Le siège de Larache est une opération militaire lancée en 1689 par les forces de l'Empire du Maroc commandée par le sultan Moulay Ismail aux forces espagnoles du roi Charles II d'Espagne dans la ville de Larache, elle-même sous contrôle de l'Espagne depuis 80 ans. Après trois mois de siège, la garnison espagnole de Larache fut contrainte à capituler à la suite de négociations.

## Contexte
Avec l'arrivée de Moulay Ismail au trône, le Maroc vivra ses heures de gloire puisque celui-ci réussit à centraliser le pouvoir et à mater les rébellions des tribus rebelles. Il réussit également à combattre les Ottomans d'Alger. Alors que plusieurs villes côtières du Maroc sont sous contrôle des chrétiens d'Espagne et de Portugal, Moulay Ismail qui venait en 1681 de reprendre la Mamora qui était depuis 1614 sous le contrôle du Royaume espagnol et qui réussit à reprendre Tanger en 1684, décide de reprendre la ville de Larache par la force. Celle-ci est depuis 1610 sous le contrôle des Espagnols qui ont établi une garnison très fortifiée.

## Déroulement
Moulay Ismail lève en 1689, une armée forte de 30 000 soldats pour reprendre Larache tandis que du côté espagnol, une garnison composée de 1 500 à 2 000 soldats armés de 200 canons est présente pour protéger la ville. La prise de la ville fut très difficile puisque les Espagnols étaient préparés à cette attaque qui était prévisible et avaient beaucoup fortifié la ville car à partir de 1688, le sultan marocain leur avait déclaré directement ses intentions. Mais d'après le livre Larache. Datos para su historia en el siglo XVII, les Espagnols connaissaient les intentions des Marocains à partir de 1687. Ainsi dès cette année, les Espagnols commencèrent à ravitailler et à renforcer la ville. Avant la veille
des combats, un millier d'hommes était dans la ville.
Les opérations militaires débutent le 14 juillet 1689 et un mois plus tard soit en août 1689, l'armée marocaine encercle complètement la ville. Alors qu'une source évalue le nombre de combattants marocains à 30 000, d'autres sources vont jusqu'à une force composée de 50 000 hommes. Elle est commandée par le caïd Ali ben Abdallah Er-Riffi.
Le consul français à Salé, Périllié tenait au courant le marquis de Seignelay de l'évolution de ce siège. Par exemple, le 10 octobre 1689, il affirme que les Maures ont « deux mines prêtes à jouer » et que deux mille Espagnols sont sur place dont deux cents volontaires. Il affirme ensuite le 6 novembre que les Maures ont lancé un assaut final et qu'ils ont réussi à passer les murailles de la ville qui était protégée par plusieurs centaines de canons grâce à l'explosion de deux mines qui ont ouvert des brèches dans les murailles de la ville. L’assaut a eu lieu huit jours plus tôt où quelque quatre mille Marocains ont été tués alors que les forces espagnoles se sont retranchées dans la citadelle de la ville.
Périllié ajoute également qu'une fois Larache reprise, Moulay Ismail projette de reprendre ensuite Ceuta, Melilla ainsi que Mazagan. Finalement le 11 novembre, les troupes espagnoles capitulent. Périllié écrit au marquis de Seignelay le 18 novembre que la ville de Larache est tombée à la suite de la capitulation des soldats espagnols. Mais selon d'autres sources, l'assaut s'est déroulé le 1er novembre 1689 et elle fut prise le même jour par les forces marocaines.
Le siège aurait coûté aux Marocains plus de dix mille hommes dont quatre mille lors de l'assaut final qui a permis de pénétrer dans la ville tandis que du côté espagnol près de 400 soldats sont tués mais quelque seize cents hommes sont faits prisonniers en plus de la capture d'une quarantaine de canons. Ces canons furent ainsi envoyés d'après Jean Baptiste Estelle dans la ville impériale de Meknès. Une autre source affirme quant à elle que mille sept cents hommes ont été faits prisonniers.

## Négociation
La capitulation fut négociée à Meknès auprès de Moulay Ismail par Gaspar Gonzáles qui est un envoyé du gouverneur Fernāndo Villorias y Medrano, lui-même capturé lors du siège. D'après l'accord, le gouverneur et 100 officiers pourront repartir en toute liberté vers l'Espagne tandis que le reste de la garnison totalisant 1 600 hommes seront emmenés à Meknès. Mais Moulay Ismail ne respecta en aucun point cet accord et ainsi le gouverneur et les cent officiers seront eux aussi emmenés à Meknès. Leur rachat sera en effet très compliqué puisque de part et d'autre plusieurs demandes ont été effectuées.
Tout d'abord, un prêtre espagnol du nom de Manuel de Vaira Lobo est envoyé pour se charger de négocier la libération des officiers ainsi que du gouverneur. Mais le sultan marocain Moulay Ismail demande ainsi la libération d'un millier de Maures contre la centaine d'officiers soit 1 officier pour 10 Marocains. Par un premier traité il a été convenu que 500 Maures ainsi que 5 000 livres arabes de la bibliothèque de l'Escorial soient échangés contre les officiers. Moulay Ismail a été jusqu'à envoyer un dénommé Mohammed el-Ouazir el-Hassani examiner ses livres ; celui-ci séjourna en Espagne de novembre 1690 à juillet 1691 mais lors de son arrivée, les autorités religieuses mentirent au lettré envoyé par Moulay Ismail en lui déclarant que tout avait brûlé après l'incendie de la bibliothèque de l'Escorial en 1671.
Ainsi l'Espagne fut contrainte d’accepter la première demande de Moulay Ismail qui demande la libération de 1000 Maures contre 100 officiers. Le consul de France à Salé Jean-Baptiste Estelle après la confirmation de cet échange a affirmé que c'est « Un bel accord conclu » en février 1691. Alors que les officiers espagnols se rendaient vers Ceuta et qu'un millier de Maures les y attendaient pour l'échange, le sultan affirma même que le roi d'Espagne ne lui échangeait que des Maures âgés et malades et que les bons étaient gardés dans les galères. Les anciens soldats des garnisons espagnoles qui étaient basées dans des villes côtières prises par les Marocains se convertirent par centaines à l'Islam. L'échange aura finalement lieu à Ceuta en septembre 1691 mais d'après le consul français de Tanger Pierre Estelle, l'opération coûta très cher mis à part les Maures échangés pour l'Espagne.

## Conséquences
Après avoir repris la ville de Larache, Moulay Ismail tentera par tous les moyens de reprendre la ville de Magazan aux Portugais  mais il n'aura pas le temps de faire cela puisqu'il mourut en 1727 à Meknès à l'âge de 82 ans . Mazagan tombera finalement sous le contrôle du Maroc lors du siège de 1769. Larache sera ensuite de nouveau attaquée mais cette fois-ci par la marine française qui bombardera la ville en juin 1765 avec 16 navires de guerre mais elle reste sous le contrôle marocain jusqu'en 1911 lorsque les Espagnols occupent la ville et instaurent un protectorat au nord du Maroc.